# کونکوردیا سولا سکیا
کونکوردیا سولا سکیا (به ایتالیایی: Concordia sulla Secchia) یک کومونه در ایتالیا است که در استان مودنا واقع شده‌است.

## خصوصیات
کونکوردیا سولا سکیا ۴۱٫۲ کیلومترمربع مساحت و ۸٬۸۶۰ نفر جمعیت دارد و ۲۲ متر بالاتر از سطح دریا واقع شده‌است.